# Краснопєвцев Володимир Андрійович
Володи́мир Андрі́йович Краснопє́вцев (25 листопада 1946, Москва — 12 лютого 2012, Москва) — український і російський живописець і архітектор; член Спілки художників України з 1997 року.

## Життєпис
Народився 25 листопада 1946 року в місті Москві (нині Російська Федерація) у сім'ї військовослужбовця. 1971 року закінчив Московський архітектурний інститут. Потім два роки служив у Радянській армії.
Працював архітектором у проєктних інститутах Москви, Алушти, Ялти, Смоленська; з 1976 року обіймав посаду дизайнера майстерень Художнього фонду; з 1988 року — член Кримського товариства сучасного мистецтва. Взимку жив і працює в Підмосков'ї, решту часу — в Ялті, де мешкав у будинку на вулиці Виноградній, № 1, квартира № 5. Помер у Москві 12 лютого 2012 року.

## Творчість
Працював у галузі станкового живопису, у реалістичному стилі створював пейзажі, тематичні картини. Серед робіт: 
- «Політ» (1988);
- «Пейзаж» (1990);
- «Рання весна» (1992);
- «Християнство на Русі» (1992);
- «Яблука Гесперид» (1997);
- «Скелі» (1998).

Брав участь у мистецьких виставках з кінця 1970-х років, провів понад 40 персональних виставок у Росії.
Роботи художника зберігаються у музеях Львова, Києва, П'ятигорська, у приватних колекціях і галереях Сполучених Штатів Америки, Франції, Греції, Японії, Фінляндії, Німеччини, Польщі.